# Kurier
Kurier (rus: Курьер), comercialitzada internacionalment com Messenger Boy és una comèdia romàntica soviètica de 1986 pel·lícula dirigida per Karén Xakhnazàrov. Va ser inscrita al 15è Festival Internacional de Cinema de Moscou on va guanyar un Premi Especial.

## Argument
Moscou, 1986. La pel·lícula s'obre amb l'escena del divorci dels Miroixnikov. El seu fill, Ivan Miroixnikov, un jove graduat de 17 anys, es queda amb la seva mare. Quan l'Ivan suspen l'examen d'accés a la universitat, la seva mare li troba feina de missatger a la revista Qüestions of Knowledge. El seu primer dia de treball, l'Ivan és enviat a lliurar el manuscrit al professor Kuznetsov, però l'Ivan va a patinar amb el seu amic Bazin i, com a resultat, arriba molt tard a lliurar el manuscrit. A casa del professor, l'Ivan coneix la seva filla Katia i ràpidament troben un llenguatge comú. Durant la seva propera visita per recollir el manuscrit, l'Ivan és convidat a dinar amb la família Kuznetsov. Les declaracions directes i peculiars de l'Ivan enfureixen el professor, que li crida i l'expulsa. En separar-se, la Katya li diu a l'Ivan que el trucarà més tard.
L'Ivan i la Katia comencen a sortir. Coneixen els amics de l'altre, però cap dels dos no encaixen en els grups de l'altre. L'Ivan i els seus familiars no són rics i dediquen el seu temps a l'entreteniment "de pressupost", i Katia és un representant de la "joventut d'or" amb els interessos i els valors corresponents. Un dia, quan l'Ivan visita la Katia, estan tocant el piano i són atrapats pel professor. El professor aparta l'Ivan i insisteix que acabi totes les relacions amb la seva filla, dient que l'Ivan té una mala influència sobre ella, a la qual cosa Ivan respon mentint que Katia està embarassada d'ell i demana al professor la seva mà en matrimoni; el professor s'ho creu. L'endemà, l'Ivan troba la Katia a prop de la Universitat Estatal de Moscou i intenta disculpar-se per la seva broma, però resulta que la Katia confirma les paraules de l'Ivan als seus pares.
Al vespre, l'Ivan ve amb flors per l'aniversari de la Katia per demanar perdó a la seva família. Inesperadament, s'uneix als convidats i al cercle proper dels Kuznetsov. La conversa entre els convidats gira cap a la modernitat i la joventut. La conversa es converteix en un enfrontament i la incòmoda admissió de la Katia que els seus somnis estan lluny de les altes aspiracions dels seus pares; havent perdut la paciència, surt corrents al carrer, lluny dels convidats. L'Ivan surt corrents darrere d'ella i la troba no gaire lluny de la casa. La Katia li demana a l'Ivan que no la vegi ni la truqui més.
De camí cap a casa, l'Ivan es troba amb Bazin i li pregunta què somia. Bazin informa que somia amb comprar-se un abric, ja que aviat arribarà l'hivern, i només té una jaqueta massa lleugera. Després de pensar-hi una mica, l'Ivan li dona l'abric al seu Bazin i li aconsella que somnii amb alguna cosa fantàstica, i no amb roba. L'Ivan camina pel pati, s'atura i veu un soldat que torna de l'Afganistan amb la cara cremada i premis militars, un recordatori que el servei militar l'espera al mateix Ivan.

## Repartiment
- Fíodor Dunaievski – Ivan,
- Anastasia Nemoliaeva – Katia
- Oleg Basilashvili – Semion Petrovich, pare de Katia
- Inna Txurikova – Lidia Alekseevna, mare d’Ivan
- Aleksandr Pankratov-Txiorni – Stepan Afanasievitx, editor en cap
- Svetlana Kriutxkova – Zinaida Pavlovna, secretària
- Vladimir Menxov – Oleg Nikolaevitx, convidat a l’aniversari de Katia